# Виртуозы Москвы
Государственный камерный оркестр «Виртуозы Москвы» — советский и российский оркестр. Создан в 1979 году. Основателем, главным дирижёром, солистом и бессменным художественным руководителем оркестра является Владимир Спиваков. Практически с начала основания, начав выступления на международных фестивалях, оркестр получил мировое признание.
В 1982 году оркестр получил официальное название «Государственный камерный оркестр Министерства культуры СССР „Виртуозы Москвы“».
Начиная с 1989 года «Виртуозы Москвы» ежегодно принимают участие в Международном музыкальном фестивале в Кольмаре (Франция), артистическим директором которого является руководитель оркестра Владимир Спиваков.
В 1990 г. по приглашению принца Астурийского оркестр уезжает в Испанию, продолжая при этом гастроли по России и всему миру. А в 1999 году коллектив окончательно возвращается на родину.
С 2003 года репетиционной базой оркестра является Московский международный Дом музыки, одним из основателей которого является Владимир Спиваков.